# Maciej Taff
Maciej Taff  – polski wokalista rockowy i heavymetalowy. Członek Akademii Fonograficznej ZPAV. Taff działalność artystyczną rozpoczął pod koniec lat 80. XX w. w formacji Testor. Następnie współpracował z grupami Geisha Goner i Kashtany. W 1997 roku wraz z grupą Neolithic nagrał minialbum pt. Neolithic.
Jest współzałożycielem grupy Rootwater, z którą nagrał trzy albumy Under (2004), Limbic System (2007) i Visionism (2009).
W 2007 roku Taff wraz z ówczesnym perkusistą Rootwater, Arturem Rowińskim, wystąpił w cyklu reklam sieci telefonii komórkowej Plus.
W 2008 roku wraz z członkami rozwiązanej w 2006 roku grupy Neolithic założył hardrockowy zespół Black River, z którym nagrał cztery albumy: Black River (2008), Black’n’Roll (2009), Humanoid (2019) i Generation aXe (2022).
W maju 2010 roku w związku z problemami zdrowotnymi zawiesił działalność artystyczną. Powrócił w maju 2018.

## Dyskografia
- Testor -The Torment (1989, Demo)
- Neolithic – Neolithic (1997, Mystic Production)
- Kashtany – Kashtany (2006, Contras Records)
- Vader – Necropolis (2009, Nuclear Blast, gościnnie)
- Indukti – Idmen (2009, InsideOut Music, gościnnie)
- Neolith – Individual Infernal Idimmu (2010, Wyd. Muz. Psycho, gościnnie)[9]

## Nagrody i wyróżnienia
| Rok  | Kategoria                                      | Nagroda                       | Nota      |
| ---- | ---------------------------------------------- | ----------------------------- | --------- |
| 1992 | Zespół roku (Geisha Goner)                     | Plebiscyt Thrash'em All, 1991 | 5 miejsce |
| 1992 | Album roku (Geisha Goner – Catching Broadness) | Plebiscyt Thrash'em All, 1991 | 3 miejsce |
| 1992 | Wokalista roku (Maciej Taff)                   | Plebiscyt Thrash'em All, 1991 | 3 miejsce |
| 2009 | album roku metal (Black River – Black River)   | Fryderyk                      | Nominacja |